# Соколов, Дмитрий Дмитриевич (ботаник)
Дми́трий Дми́триевич Соколо́в (р. 15 сентября 1973) — российский учёный, специалист в области эволюционной морфологии и систематики покрытосеменных растений. Член-корреспондент РАН (2016), обладатель звания «Профессор РАН». Доктор биологических наук (2003), профессор МГУ и заведующий его кафедрой высших растений (с 2015 по 2024 год). Лауреат премии им. И. И. Шувалова (2004).

## Биография
Окончил биологический факультет МГУ (1995), ботаник.
Преподавал на биологическом факультете МГУ им. М. В. Ломоносова, ассистент с 1998 года, с 2010 года — профессор и заведующий кафедрой высших растений с 2015 по 2024 год, в настоящее время - Senior Research Associate в School of Plant Sciences and Food Security, Tel Aviv University
Член редколлегий журналов «Бюллетень МОИП. Отдел биологический», «Botanica Рacifica», «Wulfenia (journal)», «Rheedea» и «Plant Diversity».
Кандидатская диссертация (1998) — «Морфолого-таксономическое исследование рода Anthyllis L. и принципы ревизии системы трибы Loteae DC. (Papilionaceae)», докторская — «Морфология и система трибы Loteae DC. семейства Leguminosae» (2003, отмечена Шуваловской премией).
Под началом Д. Д. Соколова защищены 4 кандидатские диссертации.
Автор более 300 научных работ, 5 монографий.

## Общественная позиция
В феврале 2022 года подписал открытое письмо российских учёных и научных журналистов с осуждением вторжения России на Украину и призывом вывести российские войска с украинской территории.